# アンナと王様
『アンナと王様』（アンナとおうさま、Anna and the King）は、1999年のアメリカ合衆国のドラマ映画。
この映画は1956年のミュージカル映画『王様と私』のリメイクではなく、マーガレット・ランドンが発表した伝記小説『アンナとシャム王』（Anna and the King of Siam）の元になったアナ・リオノウンズの手記『英国婦人家庭教師とシャム宮廷』（The English Governess at the Siamese Court）を原作に映画化された作品である。この映画にはミュージカルの部分は一切ない。王様を演じるのは香港映画界のスターであったチョウ・ユンファで、家庭教師のアンナを演じるのはジョディ・フォスターである。

## あらすじ
インドで生まれ育ったアンナは、シャムの近代化を目指すモンクット王に家庭教師として招かれ、モンクットの子供たちの教育を担当することになる。しかし、最初の授業の際に、第一王子チュラロンコーンが彼女の息子ルイに対して、父親がいないことをからかったため喧嘩が起きてしまう。アンナは罰として二人に居残りをさせるが、チュラロンコーンは反省しなくても時間が経てば帰れると考えていた。しかし、日が暮れてもアンナはチュラロンコーンを許そうとせず、また事情を聞いたモンクットもアンナに賛成したため、チュラロンコーンは慌てて反省する。
アンナはチュラロンコーンと打ち解けるが、宮殿の側で鎖に繋がれた奴隷を目撃する。奴隷はモンクットの側室から自由を得ていたが、彼女に騙され自由を得られずにいた。憤慨したアンナは側室に奴隷を自由にするように談判し、側室はモンクットに彼女の無礼を訴え、話を聞いたモンクットは奴隷を自由にするように命令する。アンナはモンクットや彼の子供たち、正室や側室たちとも打ち解け、国王一家と行動を共にするようになり、次第にモンクットの人柄に惹かれていく。同じように、モンクットも物怖じせず物事をはっきりと言うアンナに惹かれていった。
しかし、王の側室の一人タプティムが駆け落ち事件を起こし、姦通罪で死刑を宣告された。モンクットは恩赦を考えていたが、アンナから激しく抗議されたため、これで恩赦を与えれば、外国人の意見で判決を曲げたと受け取られかねず、やむなくタプティムとその恋人を処刑する。この一件でモンクットと対立したアンナは帰国を考えるようになる。同じ頃、シャム国内で略奪行為を行う隣国ビルマの軍を討伐するため、国境地帯に出兵していた王弟チャファとアラク将軍が殺されたという知らせが入る。モンクットはビルマとの戦争を決断し、シャム軍を出撃させる。しかし、クララホム総理大臣の元を訪れたイギリス人商人は、事態の黒幕はアラクであると伝える。アラクは近代化を図るモンクットを「イギリスに屈服した裏切者」と考え、国王一家を殺害するつもりでいた。
クララホムは出国しようとしていたアンナを探し出し、モンクット一家の脱出に同行して欲しいと頼み込み、アンナは再びモンクットの元に戻る。一方、モンクット一家の脱出を知ったアラクは追跡を始め、モンクットを殺そうとする。モンクットは橋に爆薬を仕掛けてアラクを倒そうと考え、家族とアンナを安全な場所に逃がす。橋の上でアラクと対峙したモンクットは爆薬を点火させようとするが、逃げずに残ったアンナ、ルイ、チュラロンコーンが丘の上から打ち上げ花火を挙げてラッパを吹いたため、イギリス軍の援軍がいると思い込んだアラクの部下たちは逃げ出し、アラクだけが取り残される。アラクは隙を突いてモンクットを殺そうとするが、それに気付いたモンクットの家臣が爆薬に点火してアラクごと橋を爆破する。
シャムの危機を回避したモンクットは宮殿で盛大な宴を開き、アンナとの別れを惜しみダンスを踊る。アンナがシャムを離れた後、モンクットの後を継いで国王となったチュラロンコーンは、父の政策を受け継ぎシャムの近代化を実現する。

## 配役
| 役名                     | 俳優                        | 日本語吹替   | 日本語吹替   | 日本語吹替 |
| 役名                     | 俳優                        | ソフト版     | テレビ東京版 | 機内上映版 |
| ------------------------ | --------------------------- | ------------ | ------------ | ---------- |
| アンナ・レオノーウェンズ | ジョディ・フォスター        | 高島雅羅     | 戸田恵子     | 土井美加   |
| モンクット王             | チョウ・ユンファ            | 小川真司     | 田中秀幸     | 山路和弘   |
| クララホム首相           | シード・アルウィ            | 藤本譲       | 佐々木梅治   | 小林恭治   |
| アラク将軍               | ランダル・ダグ・ギム        | 佐々木梅治   | 土師孝也     | 水野龍司   |
| タプティム               | バイ・リン                  | 松谷彼哉     | 魏涼子       | 松谷彼哉   |
| ルイ・レオノーウェンズ   | トム・フェルトン            | 矢島晶子     | 戸田亜紀子   | 津村まこと |
| チャファ殿下             | リム・ケイ・シュー          | 田原アルノ   |              | 咲野俊介   |
| ファー・イン王女         | メリッサ・キャンベル        | 増田ゆき     | 谷井あすか   | 小暮英麻   |
| チュラロンコーン皇太子   | キース・チン                | くまいもとこ | 千葉翔也     | 亀井芳子   |
| ジョン・ブラッドリー卿   | ジェフリー・パーマー        | 長克巳       | 小山武宏     | 北村弘一   |
| マイクロフト・キンケード | ビル・スチュワート          | 水野龍司     |              | 中庸助     |
| 判事                     | ケネス・ツァン              | 星野充昭     |              | 楠見尚己   |
| ムンシー                 | マオ・マニアム              | 長克巳       |              | 松岡文雄   |
| ビービー                 | シャンシニ・ベネゴパル      | 定岡小百合   |              |            |
| レディ・ティエン         | ディアナ・ユソフ            | 華村りこ     |              |            |
| ブラッドリー夫人         | アン・ファーバンク          | 竹口安芸子   |              |            |
| バラット                 | ショーン・ギャジ            | 谷川俊       |              |            |
| ニコーン                 | ハリス・イスカンダー        | 星野充昭     |              |            |
| ピタック                 | ユソフ・B・モード・カッシム | 清水敏孝     |              |            |

- ソフト版：VHS・DVD収録

その他声の出演：久保田恵/黒田弥生
- テレビ東京版：初回放送2007年3月25日『サンデーシネマスペシャル』[3]

その他声の出演：たかお鷹/村治学/山口夏穂/小柳洋子/真山亜子/浦山迅/杉山大/中西陽介/山口茜/樋渡宏嗣/櫛田泰道/石川桃子/今井麻夏
- 機内上映版：Disney+で配信

## 補足
本作は、舞台となった時代の衣服や装飾などを丹念に調べた上で製作された。また身分階級によるタイ語の使い分けも留意された。このため、アンナとラーマ4世を描いた作品の中では最も史実に忠実に描かれているという（映画パンフレットとレーザーディスク版の紹介文による）。しかし本作の制作後、アンナの著書自体に史実の改変があることが知られるようになった（王様と私 (1956年の映画)#実際のレオノーウェンズとタイ国王を参照）。このこともあってか、『王様と私』同様、本作もタイでは上映されていない。